# Котельников, Борис Дмитриевич
Борис Дмитриевич Котельников — советский хозяйственный, государственный и политический деятель.

## Биография
Родился в 1926 году в Пачелме. Член КПСС.
С 1952 года — на хозяйственной, общественной и политической работе. В 1952—2000 гг. — инженер-механик, директор НИИ тяжелого машиностроения, главный инженер, советник генерального директора по вопросам технической политики Уралмашзавода, организатор и первый президент УрО Российской инженерной академии, действительный член Российской и Международной инженерных академий.
За создание и внедрение гаммы обжиговых машин для производства в широких промышленных масштабах окатышей из тонкоизмельчённых железорудных концентратов был в составе коллектива удостоен Государственной премии СССР в области науки и техники 1981 года.
Умер в Екатеринбурге 16 января 2000 года, похоронен на Северном кладбище.